# قلب‌های قرض گرفته شده
قلبهای قرض گرفته شده (به انگلیسی: Borrowed Hearts) (همچنین به عنوان یک تعطیلات عاشقانه نیز شناخته می‌شود) یک فیلم سینمایی آمریکایی و کانادایی در ژانر درام با موضوع کریسمس ساخته شده برای تلویزیون محصول سال ۱۹۹۷ میلادی به کارگردانی تد کاچف و بازیگران روما دونی و اریک مک کورمک می‌باشند.